# Кто он?
«Кто он?» (телугу ఎవడు, транскр. Yevadu, альтернативные названия «Солдат», «Доброволец») — индийский фильм режиссёра Вамси Падипали на языке телугу, вышедший в прокат 12 января 2014 года. Главные роли в фильме исполнили Рам Чаран Теджа, Шрути Хасан, Эми Джексон, а Аллу Арджун и Каджал Агарвал появились в эпизоде в качестве камео. По сюжету герой, сильно обгоревший при пожаре, получает новое лицо и отправляется мстить своим врагам, которые теперь его не узнают, однако у того, чье лицо он теперь носит, тоже есть враги, которых герой пока не знает.
Картина собрала в прокате более 47,1 крор (более $7 млн.) и вошла в число самых кассовых фильмов на телугу, принеся создателям две номинации на Filmfare Awards South.

## Сюжет
Сатья и Дипти — двое влюблённых, спокойная жизнь которых заканчивается, когда на Дипти положил глаз криминальный дон Виру-бхай. Отец девушки советует ей бежать со своим парнем. Не получив желаемого, Виру-бхай убивает родителей Дипти и посылает за ней своих людей. Влюблённые пытаются бежать из города, но их автобус останавливают бандиты и убивают всех внутри. Однако Сатье несмотря на тяжелые раны и ожоги полученные, когда автобус подожгли, удается выжить. В больнице ему делают пластическую операцию, и придя в себя через несколько месяцев он обнаруживает у себя совсем другое лицо. Сбежав из госпиталя в тот же день, он отправляется в родной город, чтобы отомстить убийцам Дипти.
Пользуясь тем, что его никто не узнаёт, он втирается в доверие к Виру-бхаю и узнает, что тому понравилась очередная девушка, Шрути. Он спасает её от преследования и использует, чтобы поссорить Виру с его братом. Но Шрути влюбляется в своего спасителя и приходит за ним к Виру-бхаю.
Когда всё остаётся позади, на героя неожиданно нападает незнакомец. Тот понимает, что причиной нападения стало его новое лицо. Он возвращается в больницу, чтобы узнать в чём дело. Пластический хирург рассказывает, что пересадила ему лицо своего погибшего сына Чарана. Её сын поднял бунт против ещё одного криминального дона Дхармы, когда тот убил его друга. Тогда Дхарма нанял человека, чтобы убить его. Нападение произошло, когда он возвращался со свадьбы в том же автобусе, где ехали Дипти и Сатья. Юноша был убит, но перед этим успел выбраться из автобуса, так что его тело не пострадало в огне.
Сатья решает продолжить дело Чарана и отомстить за его смерть.

## В ролях
- Рам Чаран Теджа — Сатья / Рам и Чаран
- Шрути Хасан — Манжу, девушка Чарана
- Эми Джексон — Шрути
- Каджал Агарвал — Дипти, возлюбленная Сатьи
- Аллу Арджун — Сатья до операции
- Джаясудха — доктор Шайладжа, мать Чарана
- Брахманандам[англ.] — мошенник в доме Сатьи
- Рахул Дев[англ.] — Виру-бхай
- Аджай[англ.] — Аджай, брат Виру-бхая
- Мурали Шарма[англ.] — помощник комиссара Ашок Варма
- Саи Кумар[англ.] — Дхарма, криминальный авторитет
- Кота Шриниваса Рао[англ.] — министр
- Раджа — Шарат Кунал, приятель Чарана
- Веннела Кишор[англ.] — друг Чарана
- Шашанк[англ.] — Шашанк, друг Чарана
- Л. Б. Шрирам[англ.] — отец Шашанка
- Чандрамохан — отец Дипти
- Сурья Кумар Бхагвандас[англ.] — отец Манжу
- Сурекха Вани[англ.] — жена журналиста
- Скарлет Меллиш Вилсон[англ.] — танцовщица в клубе
- Суббараджу[англ.] — подручный Дхармы
- Прабхас Срину (англ. Prabhas Sreenu) — подручный Дэвы
- Джон Коккен (англ. John Kokken) — Дэва, ставленник Виру-бхая
- Рагхавендра Шраван (англ. Raghavendra Shravan) — инспектор Шраван
- Суприт Редди (англ. Supreet Reddy) — человек Дхармы
- Мастер Никхил (англ. Master Nikhil) — сын журналиста

## Производство
После двух семейных кинолент «Суперигрок» и «Ветка жасмина» продюсер Дил Раджу хотел выпустить технически продвинутый фильм и выбрал для этого сценарий Вамси Паидипалли.
Проект с Рамом Чараном был анонсирован в октябре 2011 года.
Прежде чем показать тому сценарий, Паидипалли дорабатывал его в течение двух месяцев.
Производство фильма было официально запущено 11 декабря в Хайдарабаде.
Название Yevadu он носил с самого начала съёмок.
Сюжет фильма был придуман Ваккантамом Вамси, а диалоги написаны Аббури Рави.
Однако первыми, кому предложили сценарий, были НТР младший и его брат Кальян Рам, но они отказались, и героем фильма стал Рам Чаран.
Его кузен Аллу Арджун и актриса Каджал Агарвал выступили в качестве камео.
На одну из женских ролей была выбрана Эми Джексон, ранее не снимавшаяся в кино на языке телугу.
Прежде чем начать снимать, режиссёр отправил актрису на семинар по языку, чтобы улучшить её произношение. Чтобы больше соответствовать роли, она также усиленно занималась йогой и ежедневно совершала пробежки по Bandstand Promenade.
В качестве второй героини была заявлена Саманта Рут Прабху, которая должна была присоединиться к съёмкам в октябре 2012 года,
но вышла из проекта из-за творческих разногласий.
На её место взяли Шрути Хасан, которая, как сообщается, согласилась работать за плату в 6 миллионов рупий, несмотря на успех её предыдущего фильма «Габбар Сингх», принесшего ей 10 миллионов.
Одну из ролей второго плана сыграл Раджу, сын поэта-песенника Ситарамы Шастри.
Танцевать в item-номере пригласили Скарлет Вилсон, для которой фильм должен был стать дебютом в Толливуде.
Однако её следующий фильм «Репортёры», где она также появилась в музыкальном номере, вышел на экраны раньше.
Съёмочный период начался 27 апреля 2012 года.
В этот момент Рам Чаран снимался ещё в двух проектах: «Герой Калькутты» и «Затянувшаяся расплата» (вышли в прокат в 2013 году).
Завершив первоначальные съёмки в «Расплате», актёр присоединился к команде Yevadu 8 мая, чтобы снять item-номер, а также сцены первой части фильма, где были задействованы он, Эми Джексон и другие.
После первой фазы производства Рам Чаран вернулся в Бангкок, чтобы закончить съёмки «Затянувшейся расплаты», а затем сосредоточиться на производстве Yevadu, начиная с 7 августа.
Съёмки продолжались в Хайдарабаде до середины сентября 2012 года, после чего 14 сентября производство было перенесено в Вишакхапатнам.
К началу октября 2012 года было завершено 40 процентов фильма, включавшие, в основном, сцены из первой половины.
После короткого перерыва, съёмки возобновились 5 марта 2013 года,
и к концу месяца 90 % эпизодов, содержавших диалоги, были завершены.
Несколько драк были сняты на Ramoji Film City в середине апреля 2013 года под руководством Питера Хейна.
К тому времени, сцены с Арджуном и Каджал были почти закончены.
Команда фильма отправилась в Швейцарию 20 мая, чтобы заснять музыкальный номер с Рам Чараном и Шрути.
Съемки в Цюрихе были завершены к 27 мая.
С возвращением Эми Джексон съёмочный период возобновился в Хайдарабаде с 29 мая, съёмки планировалось завершить до 20 июня.
В середине июня 2013 года на студии Ramoji Film City был снят музыкальный номер с Рамом Чараном.
Затем началась работа в Annapurna Studios над клипом с Рамом и Шрути, хореографией которого занимался Шекхар.
Музыкальный номер, показывающий Рам Чарана и Джексон, снимался в Бангкоке.
Клип на песню «Freedom», где хореографом был Джонни, был снят в начале июля 2013 года также в Ramoji Film City..
Съёмки подошли к концу 22 июля 2013 года после завершения сцен с Шрути Хасан.
Тем не менее, как сообщается, в конце сентября 2013 года они были возобновлены, и в некоторые части фильма, в целях ускорения темпа, были добавлены новые сцены.

## Саундтрек
Вся музыка написана Деви Шри Прасадом.
| №                   | Название            | Текст песни         | Исполнители                   | Длительность |
| ------------------- | ------------------- | ------------------- | ----------------------------- | ------------ |
| 1.                  | «Cheliya Cheliya»   | Чандрабос           | KK                            | 4:50         |
| 2.                  | «Oye Oye»           | Шри Мани            | Дэвид Саймон, Андреа Джеремия | 3:31         |
| 3.                  | «Ayyo Paapam»       | Рамаджогайя Шастри  | Ранджит, Мамта Шарма          | 4:43         |
| 4.                  | «Freedom»           | Кришна Чайтанья     | Сучит Суресан, Бенни Дайял    | 4:13         |
| 5.                  | «Nee Jathaga»       | Ситарама Шастри     | Картик, Шрея Гхошал           | 4:36         |
| 6.                  | «Pimple Dimple»     | Рамаджогайя Шастри  | Сагар, Ранина Редди           | 4:11         |
| Общая длительность: | Общая длительность: | Общая длительность: | Общая длительность:           | 26:04        |

## Критика
| Рейтинги           | Рейтинги                                                                                |
| Издание            | Оценка                                                                                  |
| ------------------ | --------------------------------------------------------------------------------------- |
| The Times of India | 3 из 5 звёзд · 3 из 5 звёзд · 3 из 5 звёзд · 3 из 5 звёзд · 3 из 5 звёзд                |
| IndiaGlitz         | 3 из 5 звёзд · 3 из 5 звёзд · 3 из 5 звёзд · 3 из 5 звёзд · 3 из 5 звёзд                |
| Idlebrain.com      | 3,25 из 5 звёзд · 3,25 из 5 звёзд · 3,25 из 5 звёзд · 3,25 из 5 звёзд · 3,25 из 5 звёзд |

Картик Пасупулате из The Times of India раскритиковал фильм за его явное сходство с картиной «Без лица», добавив что постановка драк была «неразборчивой» и назвав персонажа Саи Кумара «одним из самых лучших отрицательных персонажей за всё время».
Сунита Чаудхари из The Hindu подвергла критики эпизоды мести, назвав их «безостановочными и длительными», но похвалила музыку и операторскую работу.
В рецензии IndiaGlitz фильм был назван шаблонным, однако было отмечено, что «для сюжета, который бы выглядел устаревшим в руках любого другого режиссёра, Вамси обошелся с последней частью с ловкостью».
А в отзыве с Idlebrain.com в качестве плюсов фильма были названы «выступление Рама Чарана, коммерческий сценарий, пробуждающий любопытство, и способности режиссёра в управлении эмоциями». В качестве минуса было указано обилие насилия.

## Награды и номинации
| Награды и номинации | Награды и номинации            | Награды и номинации                  | Награды и номинации         | Награды и номинации | Награды и номинации |
| Дата                | Награда                        | Категория                            | Номинант                    | Результат           | Ссылка              |
| ------------------- | ------------------------------ | ------------------------------------ | --------------------------- | ------------------- | ------------------- |
| 26 июня 2015        | Filmfare Awards South (Телугу) | Лучшая роль второго плана            | Саи Кумар                   | Номинация           | [ 43 ]              |
| 26 июня 2015        | Filmfare Awards South (Телугу) | Лучшая музыка к песне                | Деви Шри Прасад             | Номинация           | [ 43 ]              |
| 6-7 августа 2015    | SIIMA Awards (Телугу)          | Лучшая постановка танцев             | Джони («Freedom»)           | Номинация           | [ 44 ] [ 45 ]       |
| 6-7 августа 2015    | SIIMA Awards (Телугу)          | Лучшая постановка боевых сцен        | Селвам                      | Номинация           | [ 44 ] [ 45 ]       |
| 6-7 августа 2015    | SIIMA Awards (Телугу)          | Лучшая женская роль второго плана    | Джаясудха                   | Номинация           | [ 44 ] [ 45 ]       |
| 6-7 августа 2015    | SIIMA Awards (Телугу)          | Лучшее исполнение отрицательной роли | Саи Кумар                   | Номинация           | [ 44 ] [ 45 ]       |
| 6-7 августа 2015    | SIIMA Awards (Телугу)          | Лучший женский закадровый вокал      | Шрея Гхошал («Nee Jathaga») | Номинация           | [ 44 ] [ 45 ]       |